# Кербедз, Станислав Валерианович
Станислав Валерианович Кербедз (пол. Stanisław Kierbedź; лит. Stanislovas Kerbedis; 1810—1899) — российский инженер, инженер-генерал-лейтенант (с 1868 года), действительный тайный советник (с 1881 года).

## Биография
Родился в дворянской семье 24 февраля (8 марта) 1810 года в имении Новый Двор (лит. Наудварис), находившемся в Поневежском уезде Виленской губернии — в исторической области Аукштайтия. Учился сначала в школе Пиаристов в Поневеже, затем в Ковенской классической гимназии. В 1826—1828 годах был студентом Виленского университета. После окончания университета он отправился в Санкт-Петербург, где в 1831 году окончил Институт корпуса инженеров путей сообщения и был оставлен при нём репетитором.
С 1834 года он читал лекции по прикладной механике в офицерских классах Главного инженерного училища. В 1837—1849 годах преподавал в Институте корпуса инженеров путей сообщения, в качестве доцента, строительную и практическую механику. В период с июня 1837 года по сентябрь 1838 года вместе с П. П. Мельниковым он был в заграничной командировке, посетив ряд европейских университетов и осмотрев пути сообщения в Англии, Бельгии, Франции и Германии. В отчёте о командировке ими был сделан вывод, что «железные дороги представляют преимущество скорости, которое дает им высокое назначение в системе внутренних сообщений государств. <…> Несмотря на это нельзя не допустить, чтобы повсеместное введение железных дорог могло совершенно вытеснить системы водяных сообщений, и эти последние всегда останутся выгоднейшими линиями сообщения для перевозки грузных предметов торговли, несмотря на их недостатки».
Уже по возвращении в Россию в сентябре 1838 года Кербедз приступил к составлению проекта моста через Неву. Он стал также читать лекции по механике в Горном институте, в Главной школе полевых инженеров и в Школе морской пехоты. С августа 1841 года по 1843 год он читал лекции по прикладной механике в Санкт-Петербургском университете.
В 1842 году М. Г. Дестрем поручил Кербедзу выполнить проект постоянного моста через Неву. Мост, названный Благовещенским, строился в течение 1843—1850 годов. В начале строительства, 6 декабря 1843 года Кербедз был произведён в подполковники; по окончании, в 1850 году — в полковники, а затем в генерал-майоры с пожалованием ордена Св. Владимира 3-й степени. Петербургская академия наук избрала С. В. Кербедза в 1851 году своим членом-корреспондентом «по части физики и математики». А. И. Дельвиг в своих воспоминаниях отмечал:

Император Николай Павлович часто посещал постройку и разными путями дошел до убеждения, что Кербедз не имеет никаких незаконных выгод при постройке, что тогда было довольно редким исключением.

В 1849 году С. В. Кербедз полностью прекратил преподавательскую деятельность, сосредоточившись на инженерной деятельности.
В 1852 году он был назначен заместителем директора по строительству Петербурго-Варшавской железной дороги и отправился за границу, чтобы познакомиться с новыми технологиями и способами строительства металлических мостов, которые должны были быть построены по маршруту новой линии. Он посетил Англию, Германию, Австрию и Бельгию. Вскоре он использовал приобретённые знания, построив через Лугу мост протяжённостью 55 метров. Тем самым он положил начало применению в России железных решётчатых ферм (их называли тогда металлическими фермами системы Тауна).
В 1856—1859 годах руководил работами по постройке Петергофской железной дороги.
В 1855 году он был награждён орденом Св. Станислава 1-й степени, в декабре 1857 года — орденом Красного орла 2-го класса со звездой. В 1858 году, в торжественном заседании 29 декабря, С. В. Кербедз был избран почётным членом Петербургской Академии наук. В 1859 году пожалован орденом Св. Анны 1-й степени.

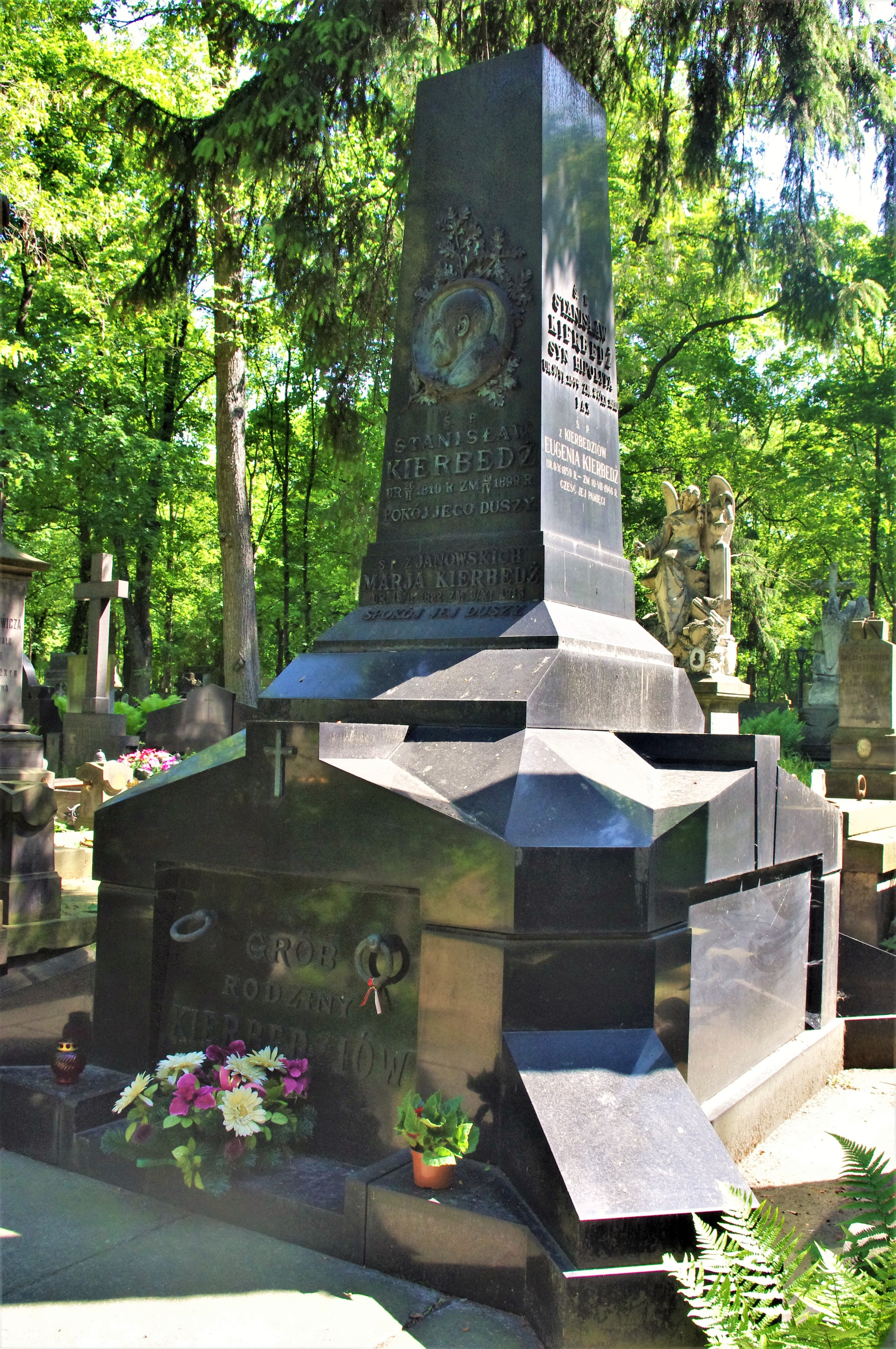
Памятник на могиле Кербедз

С января 1858 года он был членом Совета Главного управления путей сообщения и публичных зданий Российской империи. В июле 1861 года Кербедз был назначен начальником VII округа путей сообщения; с августа 1862 года до 21 декабря 1863 года был начальником Управления путей сообщения в Царстве Польском. В это время он работал над проектом моста в Варшаве через Вислу, за который 30 декабря 1864 года был отмечен орденом Св. Владимира 2-й степени.
В 1868 году был произведён в инженер-генерал-лейтенанты, затем переименован в тайные советники. В 1871 году награждён орденом Белого орла
В январе 1872 года он был назначен председателем межведомственного комитета при Министерстве путей сообщения, результатом работы которого стал проект Санкт-Петербургского морского канала.
В день 50-летия службы в офицерских чинах, 2 июля 1879 года, С. В. Кербедз получил орден Св. Александра Невского. В 1881 году он был пожалован чином действительного тайного советника.
В июле 1884 года, при разделении Совета Министерства путей сообщения на два отдела — административный и технический, Кербедз был назначен председателем административного отдела; с октября 1887 года председательствовал в техническом отделе (утверждён в этой должности в мае 1889 года). С 1886 года он состоял членом вновь образованного Совета по железнодорожным делам. В 1886 и 1887 годах неоднократно исполнял обязанности министра путей сообщения и товарища министра при их отсутствии в столице. В 1889 году он был награждён орденом Св. Владимира 1-й степени. В день 60-летия службы был назначен почётным членом Института инженеров путей сообщения императора Александра I, в котором он многие годы был председателем экзаменационной комиссии двух старших курсов.
Государственную службу Кербедз оставил по болезни 9 августа 1891 года. Последние годы жизни провёл в Варшаве.
Умер 7 (19) апреля 1899 года; похоронен на кладбище Повонзки.

### Инженерные постройки и проекты

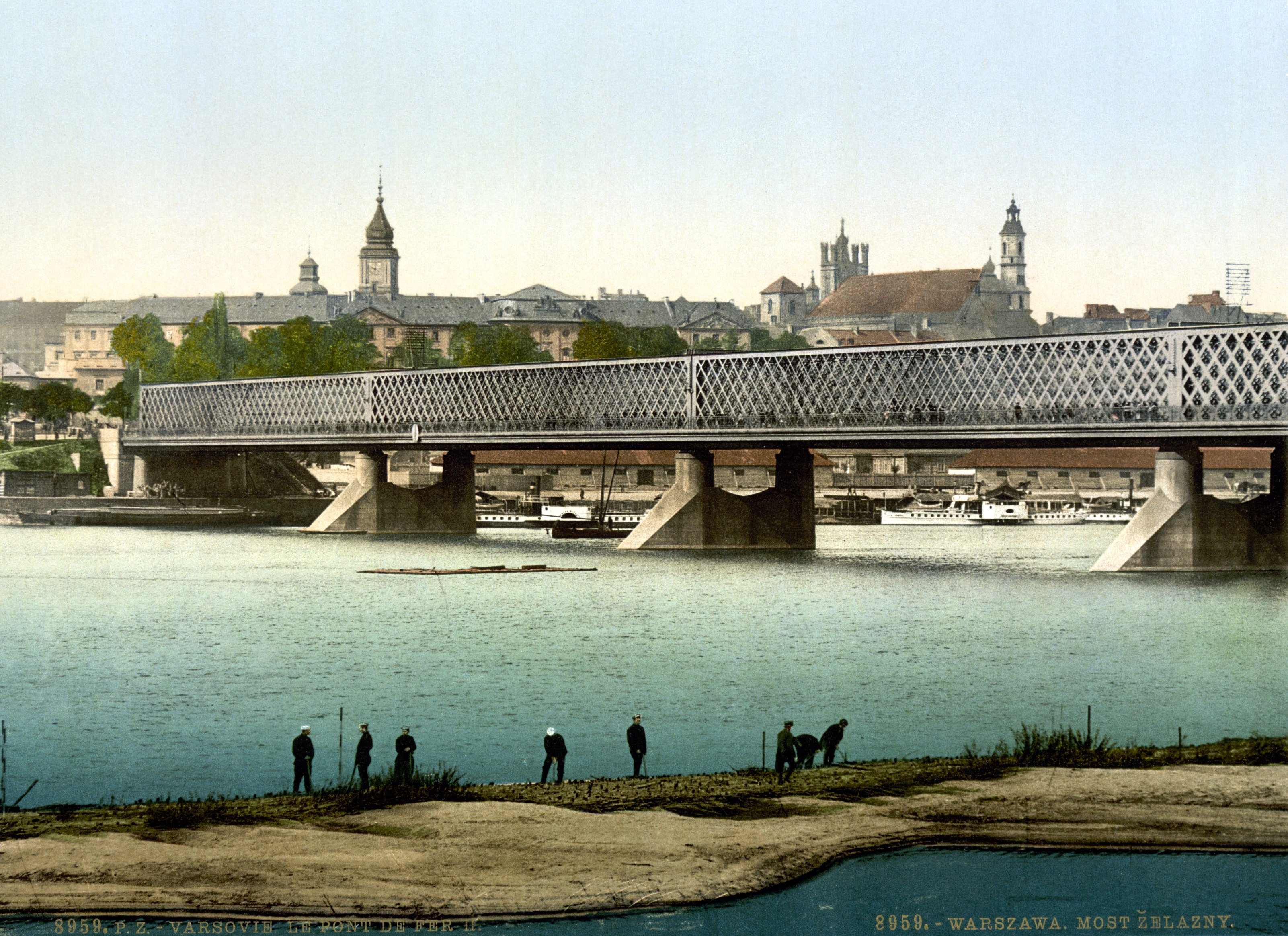
Александровский мост в Варшаве

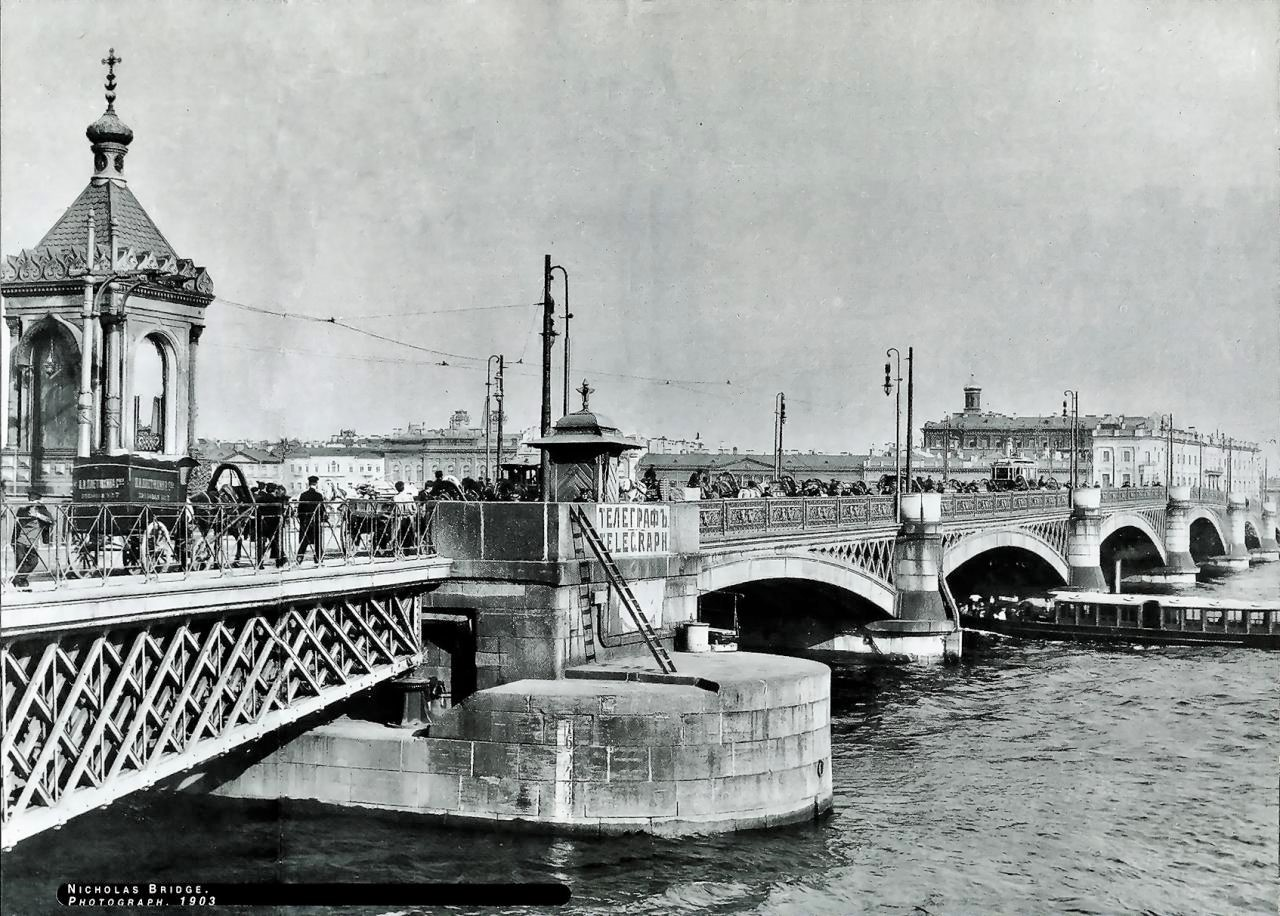
Благовещенский мост в Санкт-Петербурге

- Благовещенский мост в Санкт-Петербурге (сооружён в 1843—1850 годах).
- Металлический железнодорожный мост через реку Лугу Петербурго-Варшавской ж. д. (1853—1857)[7].
- Мосты на Петербурго-Варшавской железной дороге через реки Великую и Западную Двину (проект 1853 г.; не осуществлены из-за передачи строительства французам)[8].
- Автор одного из проектов Морского канала (от Кронштадта в Санкт-Петербург)
- Александровский мост через Вислу в Варшаве (1858—1864)
- Проект висячего моста через Неву в С.-Петербурге. (Изложение проекта Кербедза) // «Журнал Главного Управления путей сообщения и публичных зданий». — СПб., 1846.

## Семья
Был женат. Дочь Паулина (19.04.1847—21.05.1889), похоронена на Смоленском лютеранском кладбище.